# Phytoliriomyza meridana
Phytoliriomyza meridana är en tvåvingeart som beskrevs av Spencer 1973. Phytoliriomyza meridana ingår i släktet Phytoliriomyza och familjen minerarflugor.
Artens utbredningsområde är Venezuela. Inga underarter finns listade i Catalogue of Life.